# Dewey Martin (drummer)
Dewey Martin, geboren als Walter Milton Dwayne Midkiff (Chesterville (Ontario), 30 september 1940 - Los Angeles, 31 januari 2009) was een Canadese drummer. Hij speelde voor verschillende bands waarvan Buffalo Springfield het invloedrijkst was.
Aan het begin van zijn loopbaan was Martin sessiemuzikant in Nashville. Hier speelde hij voor artiesten als Roy Orbison en The Everly Brothers. Hierna verhuisde hij naar Los Angeles. Hier richtte hij in 1966 met Neil Young, Stephen Stills, Richie Furay en Bruce Palmer de groep Buffalo Springfield op. De groep bleef enkele jaren bij elkaar.
Hits met Buffalo Springfield zijn bijvoorbeeld For what it's worth (Stop, hey what's that sound), Mr. Soul en Rock 'n' roll woman.
Minder dan de andere bandleden, slaagde hij erin zijn carrière met hetzelfde succes voort te zetten. Eerst speelde hij in de New Buffalo Springfield totdat het gebruik van deze naam door de rechter verboden werd. Daarna speelde hij nog met verschillende andere bands, waaronder Medicine Ball en Buffalo Springfield Revisited; voor die laatste naam kregen hij en Palmer wel toestemming.
- International Standard Name Identifier: 0000 0000 7266 5926
- Library of Congress Control Number: no98048480
- MusicBrainz: d1724504-5e93-45ec-8fbf-5394d8c2824c
- SNAC: w64n0nz1
- Virtual International Authority File: 14385588
- WorldCat: E39PBJt8mmjDcXp8R4FXWQxFKd